# Eduardo Correia
Pour les articles homonymes, voir Correia.
Resende Correia est un nom portugais ; le premier nom de famille (d'usage facultatif) est Resende et le second est Correia.
Eduardo Manuel Resende Correia (né le 21 février 1961 à Travanca) est un coureur cycliste et dirigeant d'équipe cycliste portugais. Coureur professionnel de 1984 à 1993, il a notamment remporté le Tour de l'Algarve en 1985. Il est ensuite devenu dirigeant d'équipe cycliste jusqu'en 2005, au sein des équipes Recer-Boavista (1995-1999) et LA Aluminios (2000-2005).

## Palmarès
- 1981
  - 13e étape du Tour du Portugal

- 1982
  - Prologue du Tour du Portugal (contre-la-montre par équipes)
  - 2e du Grand Prix Torres Vedras

- 1983
  - Grande Prémio do Sul
  - 3e du Tour de l'Algarve

- 1984
  - Grand Prix Jornal de Noticias
  - 1rea étape du Tour de l'Alentejo
  - 2e du Tour de l'Alentejo

- 1985
  - Tour de l'Algarve :
    - Classement général
    - 8e étape

  - 6e étape du Grand Prix Jornal de Noticias
  - 6ea étape du Tour du Portugal (contre-la-montre)
  - 2e du Tour du Portugal

- 1986
  - Grande Prémio do Sul
  - Classica de Setúbal

- 1987
  - 3e du Grand Prix Jornal de Noticias

- 1988
  - 2ea étape du Tour de l'Alentejo (contre-la-montre par équipes)

- 1989
  - Prologue (contre-la-montre par équipes) et 2ea étape du Grand Prix International Costa Azul
  - 2e du Grand Prix International Costa Azul

- 1990
  - 2e de Porto-Lisbonne
  - 3e du Grand Prix Jornal de Noticias
  - 3e du Tour de l'Alentejo

- 1991
  - 3e du Tour de l'Alentejo

- 1992
  - 7e étape du Grande Prémio O Jogo

## Résultats sur les grands tours

### Tour de France
1 participation
- 1984 : 118e